# Суходол (Сумская область)
Суходол (укр. Суходіл) — село,
Суходольский сельский совет,
Глуховский район,
Сумская область,
Украина.
Код КОАТУУ — 5921587901. Население по переписи 2001 года составляло 455 человек .
Является административным центром Суходольского сельского совета, в который, кроме того, входят сёла
Коренёк,
Тополя и
Червоный Пахарь.

## Географическое положение
Село Суходол находится у истоков безымянного ручья, который через 2,5 км впадает в реку Локня.
На расстоянии в 2,5 км расположены сёла Вольная Слобода, Червоный Пахарь, Ястребщина и Уланово.
По селу протекает пересыхающий ручей с запрудами.

## История
- Первое письменное упоминание о селе Суходол относится к 1667 году.
- В селе Суходол была Ильинская церковь. Священнослужители Ильинской церкви[2]:
  - 1886-1888 — священник Николай Лукашевич, псаломщик Петр Покровский
  - 1916 — священник Яков Лукашевич, исполняющий должность псаломщика диакон Косьма Янчуровский

## Экономика
- Птице-товарная ферма.

## Объекты социальной сферы
- Школа.

## Известные люди
- Батеха, Василий Афанасьевич — уроженец села, Герой Советского Союза.
- Иванченко, Иван Васильевич — уроженец села, Герой Социалистического Труда.
- Рева, Константин Кузьмич — уроженец села, двукратный чемпион мира, двукратный чемпион Европы, восьмикратный чемпион СССР по волейболу.